# Контрадоне ди Сото (Пјаченца)
Контрадоне ди Сото је насеље у Италији у округу Пјаченца, региону Емилија-Ромања.
Према процени из 2011. у насељу је живело 61 становника. Насеље се налази на надморској висини од 58 м.